# Coprates Montes
Coprates Montes és una estructura geològica del tipus mons a la superfície de Mart, situada amb el sistema de coordenades planetocèntriques a -11.94 ° de latitud N i 297.08 ° de longitud E. Fa 350 km de diàmetre. El nom va ser fet oficial per la UAI el 25 de maig de 2015 i pren el nom d'una característica d'albedo.